# 649
سنة 649 م كانت سنة بسيطة تبدأ يوم الخميس (الرابط يظهر نموذج التقويم الكامل للسنة) من التقويم اليولياني. بدأت تسمية السنة ب649 منذ العصور الوسطى المبكرة، عندما أصبح تقويم أنو دوميني هو الأسلوب السائد في أوروبا لتسمية السنوات.

## أحداث
- 20 يناير – الملك شيندازيونث يتوج ابنه ريكسيسونث ملكاً يشاركه الحكم على عرش مملكة القوط الغربيين، وذلك بعدما حثَّه أسقف سرقسطة براوليو على ذلك.

## مواليد
- أم هاشم بنت هاشم والدة الخليفة الأموي معاوية بن يزيد.

## وفيات
- الإمبراطور تايزونج
- مارتين الأول
- يوحنا السلمي